# Melitaea sindura
Melitaea sindura är en fjärilsart som beskrevs av Moore 1865. Melitaea sindura ingår i släktet Melitaea och familjen praktfjärilar. Inga underarter finns listade i Catalogue of Life.